# East Side Urchins Bathing in a Fountain
East Side Urchins Bathing in a Fountain è un cortometraggio muto del 1903.
Brevi filmati che ritraevano gruppi di bambini furono da subito molto popolari. Questo si distingue per il contesto urbano particolare e la capacità non solo di descrivere una situazione ma anche di raccontare  una storia. I bambini (i cui nomi non sono accreditati) interpretano se stessi con estrema naturalezza.

## Trama
Un gruppo numeroso di bambini fa il bagno in una fontana nell'East Side di New York. Mentre sono al culmine del loro divertimento, un poliziotto appare all'improvviso. Nel fuggi fuggi generale, i bambini afferrano i loro vestiti e corrono seminudi per la strada.

## Produzione
Il film fu prodotto dalla Edison Manufacturing Company. Le riprese furono effettuate nell'estate 1903 a New York.

## Distribuzione
Il film fu distribuito dalla Edison Manufacturing Company nell'ottobre 1903.